# Federazione Italiana Attività Subacquee
La Federazione Italiana Attività Subacquee (FIAS) è un'associazione italiana non-profit che addestra all'attività subacquea e offre corsi di approfondimento relativi alla biologia marina e alla salvaguardia dell'ambiente. Si pone come obiettivi la ricerca e la salvaguardia del mondo marino e opera per la valorizzazione e la tutela dell'ecosistema.
Contraria per statuto alla pesca subacquea, offre approfondimenti e pratica ricerche nei campi dell'ecologia (es. Progetto MAC), dell'archeologia subacquea e della valorizzazione ambientale.
È membro della CMAS (Confédération mondiale des activités subaquatiques) e della CIAS (Confederazione Italiana delle Attività Subacquee). Fa parte del Comitato ministeriale della protezione civile ed è iscritta nel registro nazionale CONI, in quanto affiliata allo CSAIn (ente di promozione sportiva riconosciuto dal CONI).
Ha istituito corsi con altre organizzazioni, affinando tecniche quali l'idrospeed e il rafting.

## Storia
La FIAS nasce nel 1968 come ENAL-FIAS per poi diventare autonoma nel 1972, anno a cui si è sempre fatto riferimento come nascita ufficiale dell'organizzazione.
La neonata FIAS si presenta con il motto "La Federazione dei subacquei creata dai Subacquei per i Subacquei".

### Dirigenza
- Presidente: Marco Lerma[2]
- Direttore del Centro Tecnico Nazionale: Ernesto Milan[2]

## Struttura
La FIAS opera nel territorio attraverso le Sezioni Territoriali, i Circoli e i Punti Mare.
Sezioni territoriali
- FIAS Arezzo
- FIAS Albenga
- FIAS Alessandria
- FIAS Bari
- FIAS Bergamo
- FIAS Biella
- FIAS Bologna
- FIAS Bolzano
- FIAS Brunico
- FIAS Caserta
- FIAS Cesena
- FIAS Como
- FIAS Cosenza
- FIAS Empoli
- FIAS Firenze
- FIAS Genova
- FIAS Lecce
- FIAS Livorno
- FIAS M.B. Valle d'Aosta
- FIAS Napoli
- FIAS Novara
- FIAS Parma
- FIAS Piacenza
- FIAS Ravenna
- FIAS Roma
- FIAS Siena
- FIAS Torino
- FIAS Trento
- FIAS Treviso
- FIAS Udine
- FIAS Varese
- FIAS Verona

## Progetti
Il Progetto MAC (Progetto Monitoraggio dell'Ambiente Costiero), nato in FIAS e ora esportato a tutto il mondo subacqueo, ha lo scopo di far collaborare il mondo scientifico con il mondo subacqueo.
Consiste nel monitoraggio periodico della flora e della fauna marine in alcuni siti selezionati.

## Didattica e brevetti
La Fias offre vari corsi di formazione per l'attività subacquea e rilascia brevetti federali riconosciuti dalla CMAS. Alcuni corsi sono anche stati certificati ISO.
La didattica, definita "mediterranea", è stata studiata tenendo presente le caratteristiche dei mari e dei laghi italiani, che presentano caratteristiche di maggiore difficoltà rispetto ai mari tropicali.
La sicurezza è considerata molto importante e per questo nei corsi Fias si dedica molto tempo anche all'acquaticità.
I corsi si articolano in due gruppi: formazione e specializzazione.

### Corsi di formazione
- Junior;
- Base, equivalente all'OWD;
- A.R.A., equivalente all'AOWD;
- A.R.A. Estensione;
- Allievo Istruttore;
- Aspirante Guida Nuoto in Acqua Viva;
- Guida Nuoto in Acqua Viva;
- Istruttore A.R.A.;
- Istruttore di Nuoto in Acqua Viva;
- Istruttore Fotosub;
- Istruttore Immersioni Avanzate con Aria;
- Istruttore Nuoto Attrezzato;
- Istruttore Videosub;
- Maestro Istruttore;

### Corsi di specializzazione
- A.R.O.
- Apnea;
- Archeologia subacquea;
- Biologia marina;
- Corso Acqua Viva 1, 2;
- Corso Minisub;
- Fotosub;
- Guida Subacquea;
- Immersioni Avanzate (1, 2º livello)
- Trimix Normossico 62m;
- Immersioni in alta quota;
- Immersioni in grotta
- Immersioni notturne
- Immersioni sotto il Ghiaccio;
- Immersioni su relitti;
- Nitrox;
- Nuoto Attrezzato;
- Primo soccorso;
- Ricerca e Recupero;
- Salvamento Sub;
- Snorkeling;
- Uso delle mute stagne;
- Videosub.